# 146 км (пост)
146 кіломе́тр — залізничний пост Харківської дирекції Південної залізниці.
Розташований неподалік від села Андріївка, Сахновщинський район, Харківської області на лінії Красноград — Лозова між станціями Орілька (6 км) та Сахновщина (18 км).
Станом на травень 2019 року щодоби п'ять пар приміських електропоїздів здійснюють перевезення за маршрутом Полтава-Південна — Лозова.